# 하천초등학교 (제주)
하천초등학교는 대한민국 제주특별자치도 서귀포시 표선면 하천로 11에 있었던 초등학교이다.

## 연혁
- 1963년 5월 17일 표선국민학교 하천분교장 설립인가
- 1967년 12월 4일 하천국민학교로 승격 인가
- 1968년 4월 1일 하천국민학교 개교
- 1977년 3월 5일 교지 277평 확장
- 1982년 3월 12일 병설유치원 개원
- 1987년 10월 31일 서귀포교육청지정 교육방송 시범연구보고회 개최
- 1988년 7월 8일 본관 6개 교실 개축
- 1989년 10월 20일 제주도교육위원회 지정 영어특활 시범운영보고회 개최
- 1992년 8월 30일 급식소 준공
- 1994년 9월 12일 식당 준공
- 1996년 3월 1일 하천초등학교로 개칭
- 1997년 11월 2일 유치원교실 준공
- 2001년 2월 16일 제33회 졸업(총988명)
- 2001년 3월 1일 폐교, 한마음초등학교로 통합